# مورتن هولمند
مورتن هولمند (انگلیسی: Morten Hjulmand؛ زادهٔ ۲۵ ژوئن ۱۹۹۹) بازیکن فوتبال اهل دانمارک است.
از باشگاه‌هایی که در آن بازی کرده‌است می‌توان به باشگاه فوتبال آدمیرا واکر مودلینگ اشاره کرد.
وی همچنین در تیم‌های ملی فوتبال زیر ۱۸، زیر ۱۹، زیر ۲۰ و زیر ۲۱ سال دانمارک بازی کرده‌است.